# الحب المورستاني
الحب المورستاني فيلم مصري من إخراج ماريو فولبي صدر عام 1937.

## ملخص الفيلم
يحب أحمد الفتاة إحسان ابنة الرسام الشهير، ويلجأ إلى صديقه قنديل السمسار بحثاً عن حيلة لينفرد بحبيبته إحسان. فيقترح عليه الإدعاء بوفاة خاله، وأنه يريد من الرسام أن يرسم خاله. ويقوم قنديل بدور الخال الميت، وعندما يُكتشف أمرهما، يهرب مع أحمد إلى البلكون، وتنقلب الأمور رأسا على عقب.

## طاقم التمثيل
- أمينة محمد
- محمود المليجي
- ماري منيب
- بشارة واكيم
- السيد حسن جمعة
- عبدالسلام الشريف

## وصلات خارجية
- الحب المورستاني علي موقع قاعدة بيانات الأفلام العربية